# ژورنال خاورمیانه
میدل ایست ژورنال یک فصلنامه دانشگاهی است که توسط موسسه خاورمیانه (واشینگتن دی سی) منتشر می‌شود. این ژورنال در سال ۱۹۴۷ تأسیس شد و تحقیقات در مورد خاورمیانه مدرن، از جمله تحولات سیاسی، اقتصادی، اجتماعی و رویدادهای تاریخی در شمال آفریقا، خاورمیانه، قفقاز و آسیای مرکزی را پوشش می‌دهد. ویراستار فعلی جاکوب پسل است.

## تاریخ
موسسه خاورمیانه در سال ۱۹۴۶ برای ترویج مطالعه منطقه در زمینه مدرن و مرتبط با سیاست تأسیس شد. از همان ابتدا، یکی از اولویت‌های آن «ویرایش و انتشار یک مجله معتبر در امور خاورمیانه» بود. بر این اساس، اولین شماره این مجله در ژانویه ۱۹۴۷ منتشر شد.

### مشارکت کنندگان فعلی
جاکوب پسل ویراستار فعلی و ویراستار فعلی بخش نقد کتاب جان کالابرز است.

## چکیده و نمایه سازی
این مجله در فهرست بررسی کتاب، مطالب جاری / علوم اجتماعی و رفتاری، پایگاه‌های اطلاعاتی ابسکو، اسلامیکاس، خلاصه‌های علوم سیاسی بین‌المللی، پروکوئست،اسکوپوس، و نمایه استنادی علوم اجتماعی، چکیده و نمایه شده‌است. بر اساس گزارش‌های استنادی مجله، ضریب تأثیر این مجله در سال ۲۰۱۵ ۰٫۶۰۵ است.